# Корак до слободе
Корак до слободе је седми студијски албум српског и југословенског рок бенда Галија. Представља други део трилогије која се састоји из албума Далеко је Сунце, овог албума и албума Историја, ти и ја. Такође, ово је други албум који је Галија снимила у сарадњи са текстописцем Радоманом Кањевцем.
На албуму се налазе хитови: Корак до слободе, На твојим уснама, Копаоник и Кад ме погледаш. Песма "Кад ме погледаш" представља обраду песме "Brothers in Arms" групе Дајер стрејтс. Песма "Слобода" снимљена је у дуету Ненада Милосављевића и Горана Шепе, вође хард рок групе Кербер. Стихови "Љубавне песме", инспирисане регеом, баве се нарастајућим национализмом у Југославији.
Албум је концертно промовисан у Београду у Дому омладине и већим концертом у Нишу, у Душановој улици, на који је дошло око 20.000 људи.

## Списак песама
На албуму се налазе следеће песме:

## Чланови групе
- Ненад Милосављевић
- Предраг Милосављевић
- Жан Жак Роскам
- Бата Златковић
- Предраг Милановић
- Бобан Павловић

## Гостујући музичари на албуму
- Горан Шепа
- Бобан Марковић
- Славиша Павловић Стенли